# Tres Dies de Trial de Santigosa
Els Tres Dies de Trial de Santigosa, coneguts també com als Tres Dies de Santigosa o els Tres Dies Trial Santigosa (abreujat 3dTS), són una competició de trial internacional que es disputa anualment pels voltants de la Collada de "Santigosa" (oficialment Sentigosa), situada entre el Ripollès i la Garrotxa, vora la zona on limiten ambdues comarques prop de la Vall de Bianya.
La prova, organitzada pel Moto Club Abadesses, es disputa des de 1972 i és la segona més antiga del món d'entre les de llarga durada, després dels Sis Dies d'Escòcia de Trial.

## Característiques

Situació de Sant Joan de les Abadesses al Ripollès

Els Tres Dies es disputen tradicionalment durant la Setmana Santa, que cau sovint en abril. Habitualment les verificacions tècniques i administratives es fan Dijous Sant i la cursa es corre de Divendres Sant a Diumenge de Pasqua. Atesa l'època de l'any i la climatologia de la zona, moltes edicions s'han esdevingut sota la pluja i en condicions adverses, augmentant la dificultat de la prova i atorgant-li fama de gran duresa.
El centre neuràlgic de la prova és a la zona polisportiva de Sant Joan de les Abadesses, on s'instal·la la direcció de la cursa, el podi de sortida i arribada, el parc tancat per als pilots (amb zona d'assistències i aparcament de motor-homes) i tota la infraestructura externa com ara bar, zona d'expositors, zona de lleure per als acompanyants i seguidors, etc. Un cop acabada la prova, la cerimònia de lliurament de premis es fa al Teatre Centre de la mateixa població.
El trial és obert a tres nivells de participants en funció del seu pilotatge (similars als de les pistes d'esquí alpí: blau per als més novells, vermell per als mitjans i negre per als experts), als quals s'adapta el grau de dificultat de les zones tot variant-ne el traçat. Al final de la prova hi ha dues classificacions: per categories i per nivell.

### Recorregut inter-zona
El recorregut típic és d'uns 45 quilòmetres diaris els dos primers dies, senyalitzat amb fletxes de color blau el primer i vermell el segon. El tercer dia l'itinerari és d'uns 30 quilòmetres, senyalitzat amb fletxes blaves. Al migdia hi ha una parada al "Pla de la Collada" (o Pla de Santigosa), on des de 1998 hi ha un servei de càtering per als participants. Els pilots disposen de 7 hores i mitja per a completar el recorregut els dos primers dies i de 4 i mitja el tercer. L'ordre de sortida dels participants el primer dia depèn de l'ordre d'inscripció a la cursa, essent el darrer pilot inscrit el primer a sortir.
Al llarg de la història de la prova el circuit inter-zona ha anat variant, i per exemple el 1975 se n'establí un de 97 quilòmetres, passant per la Serra de Vidabona, Fogonella (prop de la Serra Cavallera), La Covil (a la Serra de Montgrony) i Santigosa. El 1979 es va variar i se n'instaurà un de 37 quilòmetres amb control horari al poble, al qual calia fer-hi dues voltes, però aquest canvi no agradà. El 1982 el recorregut passà per Ogassa per primera vegada.

### Les zones
Normalment es marquen al voltant de 30 zones non-stop, d'entre les quals una de tipus indoor que clou cada jornada, situada al centre urbà de Sant Joan de les Abadesses, per tal d'acostar el trial al públic. La resta de zones estan repartides pels contraforts del coll de Santigosa, predominant-hi les d'aigua aprofitant els nombrosos rius i torrents de la contrada.
Les zones estan més o menys agrupades en grups o seccions, havent-n'hi de famoses com ara les de L'Home Mort, Torrents, Font Freda o Els Pastors.
La majoria de les zones exigeixen bon nivell de pilotatge sobre terreny humit i poc adherent, ja que a banda de les marcades al llit de rierols n'hi ha moltes que discorren per terreny enfangat o ple de fullaraca i pedres humides. També n'hi ha de seques, però comptades, destacant-ne la de La Margera (prop de Sant Joan de les Abadesses) i des de 1980 l'anomenada Pipeline (en homenatge a la famosa zona dels Sis Dies d'Escòcia paral·lela a un oleoducte), marcada a la rampa de vagonetes de les mines de Toralles.
Tot seguit, una descripció dels grups de zones més habituals:
| Zones               | Accés          | Situació                                                                                          | Característiques                                                                            | Dificultat                  |
| ------------------- | -------------- | ------------------------------------------------------------------------------------------------- | ------------------------------------------------------------------------------------------- | --------------------------- |
| Can Jombi           | En vehicle 4x4 | A 3 km de Sant Joan de les Abadesses en direcció a Les Llances                                    | Reguerots. Poca adherència                                                                  | Mitjana                     |
| Can Milà            | En moto        | Des del Pont del Planàs, camí de Can Ramon de la Pera i trencall a Can Guilla                     | Vessants de terra i torrents secs                                                           | Mitjana                     |
| Font Freda          | En moto        | Des del Pont del Planàs, camí de Can Ramon de la Pera i trencall a l'esquerra, direcció Santigosa |                                                                                             |                             |
| Comaformosa         | En cotxe       | Prop de la carretera d'Olot en direcció a Santigosa                                               | Terra i pedres, amb forts desnivells. Poca adherència                                       | Elevada                     |
| Els Pastors i ENHER | En cotxe       | Des de la Collada en direcció a Olot                                                              | Torrents secs amb forts desnivells. Zones molt selectives i llargues. Poca adherència       | Elevada                     |
| La Collada          | En moto        | Seguint el circuit                                                                                | Torrents secs i penyes suaus, poc selectives                                                | Molt fàcils                 |
| El Pla              | A peu          | Al camí, a 5 minuts del Pla de la Collada                                                         | Zones seques amb revolts i forts pendents. Zona tipus indoor feta de roques i troncs al Pla | Mitjana                     |
| Santa Llúcia        | A peu          | Al costat de la pista forestal a l'ermita de Santa Llúcia de Puigmal                              | Zones amb molt de fang i roques. Poca adherència                                            | Molt elevada                |
| Pla del Bosc        | A peu          | Des del control del Pla de la Collada seguint el circuit                                          | Zones de pedres llises i fang                                                               | Mitjana                     |
| Castilla            | En moto        | Seguint el circuit                                                                                |                                                                                             | Mitjana                     |
| Home Mort           | En moto        |                                                                                                   | Torrents secs i fang. Poca adherència                                                       | Mitjana o poca              |
| Torrents            | En moto        |                                                                                                   | Zones selectives amb força desnivell. Molt poca adherència si està mullat                   |                             |
| Vedellar            | En moto        |                                                                                                   | Zones amb bona adherència. Torrents secs amb grans roques o a voltes pedra tosca i fang     | Poca                        |
| La Girona           | En cotxe       | Per la carretera de Camprodon a 2 km de la pista forestal                                         | Zones amb torrents secs i no gaire amples                                                   | Molta si ha plogut          |
| Can Costas          | En moto        |                                                                                                   | Zones amb torrents secs i amples, grans roques i pocs desnivells                            | Forta si plou i poca en sec |
| Sant Antoni         | En cotxe       | Per la carretera de l'ermita                                                                      | Zones de terra amb molts desnivells i girs. Bona adherència                                 | Poca                        |
| La Margera          | En cotxe       | Al costat de Sant Joan de les Abadesses, a 5 minuts de l'arribada per la carretera d'Olot         | Pujada d'herba molt costeruda                                                               | Molta                       |
| El Passeig          | A peu          | Al centre de Sant Joan de les Abadesses                                                           | Zona artificial, molt espectacular                                                          | Mitjana                     |

### Pluviositat
Atesa la morfologia humida del terreny, si els 3dTS coincideixen amb època de pluviositat abundant s'acaben formant uns fangars i tolls considerables que forcen a l'abandó a molts pilots, incapaços de superar la duresa extrema del terreny. L'edició de 1974 fou especialment difícil, i el 1976 el mal temps obligà a reduir el circuit inter-zona a la meitat del seu recorregut en dues voltes del segon i tercer dia. Una altra edició famosa per la duresa del clima fou la de 1991, amb fortes pluges.
Més darrerament l'edició del 2009 fou tan "passada per aigua" que al final es va haver de suspendre la prova-espectacle de cloenda que s'havia previst a causa de l'excés d'aigua i fang que s'hi acumulà.

## Història

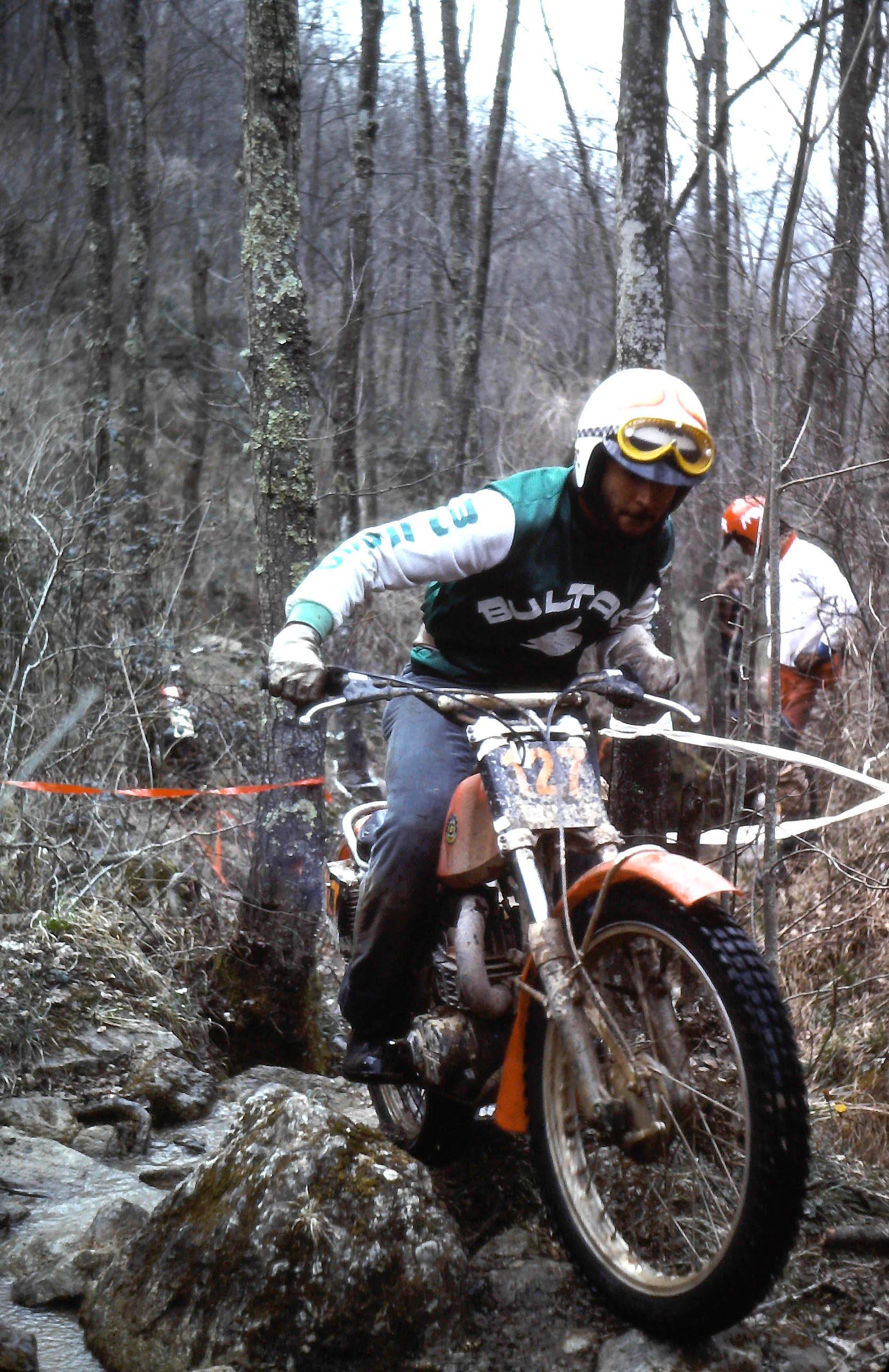
Un participant amb una Bultaco Sherpa T a l'edició del 1978

L'any 1970 un grup de joves de Sant Joan de les Abadesses (Oriol Guixà, Miquel Cabal, Jordi Permanyer i Jordi Magnet) organitzaren un trial d'un dia de durada, que guanyà Pere Pi. En vistes de l'èxit repetiren la prova el 1971 i ja el 1972, inspirats pels Sis Dies d'Escòcia de Trial, varen decidir organitzar-ne una de tres dies, naixent així els Tres Dies de Santigosa. Com a curiositat, el cèlebre logotip de la prova (que ha esdevingut alhora el símbol del Moto Club Abadesses), la silueta d'un pilot de trial inclinant la moto cap a la dreta, es va crear a partir d'una fotografia feta a Jordi Permanyer durant el Trial de Reis de 1971.
La segona edició de tres dies, el 1973, comptà ja amb participació de pilots estrangers de renom com ara Martin Lampkin, Charles Coutard o Walter Luft. Des d'aleshores han desfilat per la prova els millors pilots internacionals, inclosos campions del món com ara Yrjö Vesterinen, Ulf Karlson o Eddy Lejeune. Aquesta participació internacional ha estat constant fins a l'actualitat, tot i que a partir de 1977 afluixà. Justament el 1977 es va fundar el Moto Club Abadesses, entitat que des d'aleshores ha estat l'organitzadora de la competició.
El 1986 s'incorporaren als 3dTS les categories veterans i juvenil amb variants més fàcils de les zones. El 1991 es disputà el primer Trial de Clàssiques que guanyà Albert Bosch amb una Bultaco Sherpa T 250.
El 1993 la provà començà a comptar amb el suport de Sil Moto i Subirà Motos, premiant els primers classificats júnior i veterans amb la participació en els Sis Dies d'Escòcia.
A partir de 1997 el Moto Club Abadesses passava a organitzar la prova puntuable per al Campionat d'Espanya de trial durant el primer dia. El segon i tercer dies s'obria a totes les categories amb la fórmula Open. El 1999 Gas Gas esdevingué patrocinador oficial de la prova.
Amb el pas dels anys, el Moto Club Abadesses s'ha hagut d'anar adaptant a les restriccions de la circulació de motocicletes per terrenys de muntanya, cosa que ha dificultat la feina de marcatge de les zones, però amb a l'ajuda de les autoritats locals s'ha pogut resoldre aquesta problemàtica.

### Anecdotari de la prova
- 1972: Pere Pi en guanya la primera edició amb una Cota 123,[17] model presentat aquell mateix any que era la "germana petita" de la Cota 247.
- 1983: Hi participa el primer i únic prototipus de moto de trial de Derbi, pilotada pel tristament desaparegut Marcel·lí Corchs, classificant-se en desè lloc.
- 1984: Els pilots catalans amenacen de boicotejar les proves del Campionat estatal programades a València i a Castelló perquè la RFME les havia fetes coincidir amb els 3dTS. Finalment la federació estatal canvia el calendari.[8]
- 1985: Polèmica per la desqualificació en massa de molts pilots per arribar fora de temps.
- 1989: Hi participen 120 pilots tot i la coincidència amb una prova puntuable per al Campionat del Món.
- 1996: Per tal de commemorar el XXVè aniversari de la prova, Marc Colomer i Joan Pons, pilotant respectivament una Montesa Cota 247 i una Bultaco Sherpa T dels anys 70, s'enfronten a La Margera, superant ambdós amb èxit la difícil zona.[8]
- 1998: Guanya la prova Marc Catllà, pilot del Moto Club Abadesses, acabat de proclamar-se Campió d'Europa.
- 1999: Commemoració dels 30 anys de Ricard Pinet al capdavant de l'organització.
- 2000: La xifra de participants ultrapassa el 200 pilots, entre els quals Mick Andrews, qui torna a participar-hi a 56 anys.

### Edicions memorables

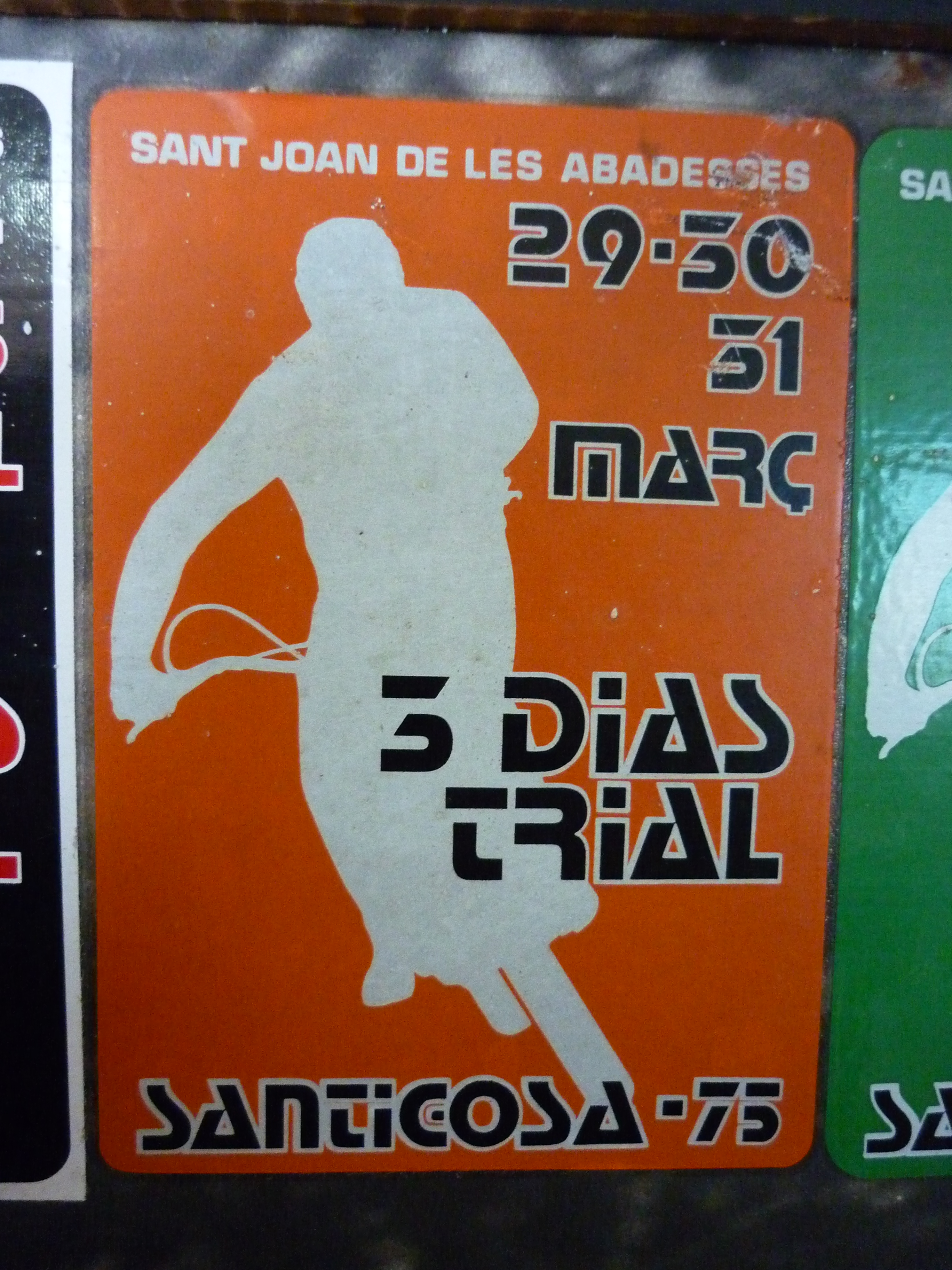
Cartell de l'edició de 1975

La prova ha viscut victòries i duels aferrissats que es recorden especialment, com ara el famós triomf de Pere Pi el 1972 amb la Cota 123, en dura pugna amb Xavier Cucurella, qui pilotava una Bultaco Sherpa T de 325 cc. La Cota 123 de Pi era la primera de la producció, abans de sortir a la venda, i els seus pneumàtics innovadors (en ser la moto més petita que la resta, les mesures eren 17" x 3.75 darrere i 20" x 2.50 davant) varen ser una de les claus de la seva victòria, ja que oferien una gran adherència en un terreny relliscós com el de Santigosa.
També són molt recordats el triomf de Rob Edwards el 1975 i el duel entre Malcolm Rathmell i Yrjö Vesterinen el 1976, amb victòria final del britànic.
El 1987 Lluís Gallach i Eddy Lejeune decideixen el resultat de la prova a la zona de La Margera, guanyant finalment el belga per només 2 punts. L'any següent, 1988, hi ha un empat final a punts entre Lluís Gallach i Gabino Renales, resolt a favor d'aquest per major nombre de zeros.
El 1982 el triomf final es decideix a la primera zona entre Toni Gorgot (hi feu fiasco) i Eddy Leujene (hi marcà 1 punt), qui és proclamat guanyador quan lliura la seva targeta només 10 segons abans del temps límit.

## Palmarès
Fonts:
A 25 d'abril de 2025
| Edició                                 | Any  | Guanyador              | Guanyador              | Segon                  | Segon                  | Tercer                 | Tercer                 |
| Trial de Santigosa (un sol dia)        |      |                        |                        |                        |                        |                        |                        |
| 1a                                     | 1970 | Pere Pi                | Montesa                | ?                      | ?                      | ?                      | ?                      |
| 2a                                     | 1971 | Leopoldo Milà          | Montesa                | ?                      | ?                      | ?                      | ?                      |
| 3dTS - Tres Dies de Trial de Santigosa |      |                        |                        |                        |                        |                        |                        |
| I                                      | 1972 | Pere Pi                | Montesa                | Xavier Cucurella       | Bultaco                | Leopoldo Milà          | Montesa                |
| II                                     | 1973 | Walter Luft            | Puch                   | Charles Coutard        | Bultaco                | Francesc Payà          | OSSA                   |
| III                                    | 1974 | Benny Sellman          | Montesa                | Rob Edwards            | Montesa                | Manuel Soler           | Bultaco                |
| IV                                     | 1975 | Rob Edwards            | Montesa                | Felix Krahnstover      | Montesa                | Xavier Cucurella       | Bultaco                |
| V                                      | 1976 | Malcolm Rathmell       | Montesa                | Yrjö Vesterinen        | Bultaco                | Rob Edwards            | Montesa                |
| VI                                     | 1977 | Jaume Subirà           | Montesa                | Francesc Payà          | OSSA                   | Jean Marie Lejeune     | Montesa                |
| VII                                    | 1978 | Toni Gorgot            | Bultaco                | Jaume Subirà           | Montesa                | Ulf Karlson            | Montesa                |
| VIII                                   | 1979 | Toni Gorgot            | Bultaco                | Jaume Subirà           | Montesa                | Miquel Cirera          | Montesa                |
| IX                                     | 1980 | Toni Gorgot            | OSSA                   | Jaume Subirà           | Fantic                 | Miquel Cirera          | Montesa                |
| X                                      | 1981 | Toni Gorgot            | OSSA                   | Jaume Subirà           | Fantic                 | Boni Geebelen          | Fantic                 |
| XI                                     | 1982 | Eddy Lejeune           | Honda                  | Toni Gorgot            | Montesa                | Albert Juvanteny       | OSSA                   |
| XII                                    | 1983 | Toni Gorgot            | Montesa                | Lluís Gallach          | Montesa                | Gabino Renales         | Merlin                 |
| XIII                                   | 1984 | Lluís Gallach          | Merlin                 | Toni Gorgot            | JJ Cobas               | Andreu Codina          | Montesa                |
| XIV                                    | 1985 | Toni Gorgot            | JJ Cobas               | Jorge Arjones          | Merlin                 | Pere Anton Mill        | Beta                   |
| XV                                     | 1986 | Lluís Gallach          | Montesa                | Gabino Renales         | Gas Gas                | Jorge Arjones          | Merlin                 |
| XVI                                    | 1987 | Eddy Lejeune           | Honda                  | Lluís Gallach          | Mecatecno              | Joan Freixas           | Merlin                 |
| XVII                                   | 1988 | Gabino Renales         | Montesa                | Lluís Gallach          | Mecatecno              | Eddy Lejeune           | Merlin                 |
| XVIII                                  | 1989 | Joan Freixas           | Gas Gas                | Xavier Puigdemont      | Gas Gas                | Carles Casas           | Montesa                |
| XIX                                    | 1990 | Lluís Gallach          | Gas Gas                | Gabino Renales         | Montesa                | Thierry Girard         | Montesa                |
| XX                                     | 1991 | Lluís Gallach          | Alfer                  | Xavier Vilalta         | Gas Gas                | Joan Pons              | Aprilia                |
| XXI                                    | 1992 | Lluís Gallach          | Alfer                  | Josep Arcarons         | Alfer                  | Xavier Vilalta         | Fantic                 |
| XXII                                   | 1993 | Joan Pons              | Gas Gas                | Josep Arcarons         | Gas Gas                | Lluís Gallach          | Aprilia                |
| XXIII                                  | 1994 | Joan Pons              | Gas Gas                | Angel García           | Gas Gas                | Marcel Justribó        | Beta                   |
| XXIV                                   | 1995 | Josep Ribera           | Gas Gas                | Josep Manuel Alcaraz   | Scorpa                 | Joaquim Vila           | Montesa                |
| XXV                                    | 1996 | Joan Pons              | Fantic                 | Marcel Justribó        | Beta                   | Takumi Narita          | Beta                   |
| XXVI                                   | 1997 | Dougie Lampkin         | Beta                   | Albert Cabestany       | Beta                   | Marc Catllà            | Gas Gas                |
| XXVII                                  | 1998 | Marc Catllà            | Gas Gas                | Jordi Picola           | Montesa                | Adam Raga              | Gas Gas                |
| XXVIII                                 | 1999 | Marc Freixa            | Gas Gas                | Joan Pons              | Gas Gas                | Josep Manzano          | ?                      |
| XXIX                                   | 2000 | Marc Freixa            | Gas Gas                | Josep Manzano          | Beta                   | Josep Maria Sáez       | Montesa                |
| XXX                                    | 2001 | Amós Bilbao            | Montesa                | Adam Raga              | Gas Gas                | Dougie Lampkin         | Montesa                |
| XXXI                                   | 2002 | Jordi Pascuet          | Gas Gas                | Marcel Justribó        | Sherco                 | Josep Manzano          | Beta                   |
| XXXII                                  | 2003 | Jordi Pascuet          | Gas Gas                | Joan Pons              | Sherco                 | Isaac Pons             | Scorpa                 |
| XXXIII                                 | 2004 | Joan Pons              | Sherco                 | Dani Oliveras          | Gas Gas                | Josep Ribera           | ?                      |
| XXXIV                                  | 2005 | Jordi Pascuet          | Gas Gas                | Sam Connor             | Sherco                 | Fumitaka Nozaki        | Scorpa                 |
| XXXV                                   | 2006 | Jordi Pascuet          | Gas Gas                | Dani Oliveras          | Gas Gas                | Daniel Gibert          | Montesa                |
| XXXVI                                  | 2007 | Marc Freixa            | Scorpa                 | Dani Oliveras          | Sherco                 | Jordi Pascuet          | Beta                   |
| XXXVII                                 | 2008 | Marc Freixa            | Gas Gas                | Jordi Pascuet          | Beta                   | Alfredo Gómez          | Montesa                |
| XXXVIII                                | 2009 | Jordi Pascuet          | Gas Gas                | Dani Oliveras          | Sherco                 | Alfredo Gómez          | Montesa                |
| XXXIX                                  | 2010 | Jordi Pascuet          | Gas Gas                | Francesc Moret         | Montesa                | Alfredo Gómez          | Montesa                |
| XL                                     | 2011 | Jordi Pascuet          | Gas Gas                | Takahisa Fujinami      | Montesa                | Gabriel Reyes          | Ossa                   |
| XLI                                    | 2012 | Jordi Pascuet          | JTG                    | Alfredo Gómez          | Gas Gas                | Francesc Moret         | Montesa                |
| XLII                                   | 2013 | Francesc Moret         | Gas Gas                | Jordi Pascuet          | Altra                  | Jorge Casales          | Gas Gas                |
| XLIII                                  | 2014 | Marc Freixa            | Gas Gas                | Jaime Busto            | Beta                   | Francesc Moret         | Montesa                |
| XLIV                                   | 2015 | Jaime Busto            | Montesa                | Dougie Lampkin         | Vertigo                | Miquel Gelabert        | Sherco                 |
| XLV                                    | 2016 | James Dabill           | Vertigo                | Miquel Gelabert        | Sherco                 | Pol Tarrés             | TRRS                   |
| XLVI                                   | 2017 | Takahisa Fujinami      | Montesa                | Oriol Noguera          | Gas Gas                | Jorge Casales          | Beta                   |
| XLVII                                  | 2018 | Gabriel Marcelli       | Montesa                | Jorge Casales          | Vertigo                | Oriol Noguera          | Jotagas                |
| XLIVIII                                | 2019 | Miquel Gelabert        | Sherco                 | Dougie Lampkin         | Vertigo                | Jorge Casales          | Vertigo                |
|                                        | 2020 | Cancel·lats (COVID-19) | Cancel·lats (COVID-19) | Cancel·lats (COVID-19) | Cancel·lats (COVID-19) | Cancel·lats (COVID-19) | Cancel·lats (COVID-19) |
| XLIX                                   | 2021 | Jorge Casales          | Gas Gas                | Pablo Suárez           | Montesa                | Aniol Gelabert         | Beta                   |
| L                                      | 2022 | Arnau Farré            | Sherco                 | Jaime Busto            | Vertigo                | Miquel Gelabert        | Beta                   |
| LI                                     | 2023 | Pau Martínez           | Vertigo                | Pablo Suárez           | Montesa                | Arnau Farré            | Sherco                 |
| LII                                    | 2024 | Pablo Suárez           | Montesa                | Arnau Farré            | Sherco                 | Takahisa Fujinami      | Montesa                |
| LIII                                   | 2025 | Adam Raga              | Sherco                 | Pau Dinarés            | TRRS                   | Àlex Canales           | Montesa                |